# ایوان گولیاکف
ایوان ترنتی‌اویچ گولیاکف (به روسی: Ива́н Тере́нтьевич Голяко́в) (زاده ۶ ژوئیه ۱۸۸۸ – ۱۸ مارس ۱۹۶۱) از منصب‌داران دادستانی و دادگاهی شوروی و رئیس دیوان عالی اتحاد جماهیر شوروی بود. همچنین او از سازمان‌دهندگان سرکوب استالینی نیز بود.